# Тёмная ночь (фильм, 2001)
«Тёмная ночь» — второй игровой фильм режиссёра Олега Ковалова, снятый в 2001 году с отсылками к раннему немецкому звуковому кино, в частности к фильму «М» (1931) Фрица Ланга.

## Содержание
Действие фильма происходит в Германии начала 30-х годов прошлого века. Имант (Илья Шакунов), одинокий и замкнутый художник-фотограф, живёт с тягостным ощущением, что на страну надвигается ночь нацизма. Он хочет избавиться от этой угрозы и бежать от неё вместе с девочкой Мартой (Лариса Жаркова), к которой испытывает почти болезненную привязанность. Однако убежать от реальности невозможно. Интеллигентская рефлексия перерастает в манию и приводит к трагедии.
По замыслу режиссёра, мир фильма «Тёмная ночь» — не мир «реальной» Германии, а скорее некий «киномир», где живут мифы и образы немецкого сознания. Фильм рассказывает о том, как атмосфера общества, чреватого диктатурой, калечит судьбы и естественные побуждения людей.

## В ролях
- Лариса Жаркова — Марта
- Илья Шакунов — Имант
- Сергей Кошонин — хозяин
- Алла Сергийко — фрау Монк
- Юрий Беляев — следователь
- Марина Сташок — Лиза
- Юрий Елдинов — Петер Юнг
- Василий Романов — комиссар
- Миша Вейд — Блаумюллер
- Наталья Ходырева — помощница следователя
- Ольга Голенко — манекен
- Юрий Серов — инвалид
- Афанасий Нешитой — полицейский
- Алексей Крымов — полицейский

Песню «Лили Марлен» в вольном переводе Дмитрия Долинина исполняет Елена Камбурова.

## Съёмочная группа
- Авторы сценария: Наталья Скороход, Олег Ковалов
- Режиссёр-постановщик: Олег Ковалов
- Оператор-постановщик: Николай Ивасив[укр.]
- Композитор: Олег Каравайчук
- Продюсер: Виктор Сергеев
- Художники-постановщики: Валентина Адикаевская, Алексей Гуров, Олег Ковалов, Игорь Тимошенко
- Художники по костюмам: Татьяна Макарова, Надежда Васильева
- Художник по декорациям: Владимир Хаунин
- Звукорежиссёры: Владимир Персов, Игорь Терехов
- Монтажеры: Марина Баулина, Олег Ковалов

## Награды и номинации
- Премия Гильдии киноведов и кинокритиков России «Золотой овен»-2001 за лучшую музыку — Олег Каравайчук[1].
- Номинация на премию «Ника»-2002 за лучшую музыку к фильму — Олег Каравайчук[2].